# Bleyen-Genschmar
Bleyen-Genschmar är en kommun i Landkreis Märkisch-Oderland i förbundslandet Brandenburg i Tyskland.
Kommunen bildades den 31 december 2001 en sammanslagning av de tidigare kommunerna Bleyen och Genschmar.
Kommunen ingår i kommunalförbundet Amt Golzow.